# Bà Dương
Bà Dương (chữ Hán giản thể: 鄱阳县, âm Hán Việt: Bà Dương huyện) là một huyện thuộc địa cấp thị Thượng Nhiêu, nằm ở khu vực Đông Bắc của tỉnh Giang Tây, Cộng hòa Nhân dân Trung Hoa. Huyện này nằm ở phía Đông hồ Bà Dương, do tỉnh Giang Tây trực tiếp quản lí.

## Địa lý
Phía Bắc và Đông Bắc huyện là cả một vùng đồi núi. Ở đây có xây dựng 2 đập chứa nước loại lớn: Quân dân, Binh điền; 5 đập nước loại vừa: Lý Hồ, Quán Hồ, Ngô Công Sơn, Đại Nguyên Hà, Bắc Tra Lũng. Phía Tây huyện là hồ Bà Dương với nhiều hồ nước ngọt, địa hình đất thấp, dễ ngập úng. Phía Trung Nam là bình nguyên hồ Bà Dương

### Khí hậu
Khí hậu ở huyện Bà Dương là điển hình của Trung Á nhiệt đới gió mùa ẩm ướt. Có bốn mùa rõ ràng, mưa nắng dồi dào. Số giờ mặt trời chiếu sáng bình quân một năm là 2098, nhiệt độ không khí bình quân 16.9℃-17.7℃. Lạnh nhất là vào tháng 1, tháng 2, nhiệt độ bình quân 4℃-5℃, có lúc nhiệt độ xuống tới -8℃. Vào tháng 7, tháng 8, nhiệt độ bình quân lên tới 28.8℃-30℃, nhiệt độ cao nhất là 39.9℃. 
Lượng mưa bình quân hằng năm 1300-1700 ml. Mưa tập trung vào tháng 4 đến tháng 6, chiếm 50% lượng mưa cả năm. Tháng 7 đến tháng 9 là mùa lũ bão.

## Lịch sử
Thời Xuân Thu, huyện Bà Dương chính là ấp Sở Phiên.
Thời Tây Hán, gọi tên là huyện Bà Dương thuộc quận Dự Chương.
1957, đổi tên thành huyện Ba Dương. Năm 2003, khôi phục lại tên cũ. Năm 2014, trở thành huyện đầu tiên do tỉnh Giang Tây trực tiếp quản lí trong chương trình thí điểm cải cách. 

## Hành chính
Huyện Bà Dương được chia ra làm 30 đơn vị hành chính cấp hương, gồm 1 nhai đạo, 14 trấn và 15 hương. Ngoài ra huyện này còn quản lí 2 đơn vị tương đương cấp hương khác.
- Nhai đạo: Nhiêu Châu (饶州街道)
- Trấn: Bà Dương (鄱阳镇), Tạ Gia Than (谢家滩镇), Thạch Môn Nhai (石门街镇), Tứ Thập Lý Nhai (四十里街镇), Du Đôn Nhai (油墩街镇), Điền Phiến Nhai (田畈街镇), Kim Bàn Lĩnh (金盘岭镇), Cao Gia Lĩnh (高家岭镇), Hoàng Cương (凰岗镇), Song Cảng (双港镇), Cổ Huyện Độ (古县渡镇), Nhiêu Phong (饶丰镇), Nhạc Phong (乐丰镇), Nhiêu Phụ (饶埠镇)
- Hương: Hầu Gia Cương (侯家岗乡), Liên Hoa Sơn (莲花山乡), Hưởng Thủy Than (响水滩乡), Kiến Điền Nhai (枧田街乡), Chá Cảng (柘港乡), Nha Thước Hồ (鸦鹊湖乡), Ngân Bảo Hồ (银宝湖乡), Du Thành (游城乡), Châu Hồ (珠湖乡), Bạch Sa Châu (白沙洲乡), Đoàn Lâm (团林乡), Xương Châu (昌洲乡), Tam Miếu Tiền (三庙前乡), Liên Hồ (莲湖乡), Lô Điền (芦田乡)
- Đơn vị ngang cấp hương khác: sở Khoa học và Nông nghiệp (农科所), trại giam Nhiêu Châu (饶洲监狱)

## Giao thông
Một số tuyến giao thông chính ở huyện
- Cao tốc: G56 Hàng Thụy đi qua phía Bắc huyện, G35 Tế Quảng đi qua phía Đông Nam huyện, Xương Đức (đang quy hoạch) đi qua phía Nam huyện.
- Quốc lộ 236, tỉnh lộ 209, đường cái Bà Dư
- Đường sắt: trạm đường sắt Bà Dương thuộc tổng công ty đường sắt Cù Cửu Trung Quốc

## Văn hóa
Tại huyện Bà Dương, hiện nay có rất nhiều các danh thắng văn hóa, có thể kể ra như: Đập Ngõa Tiết, chùa Vạn Thọ ở núi Liên Hoa, am Triều Dương, Văn miếu Nhiêu Châu
Huyện này còn có các công viên quốc gia: Công viên nước ngập hồ Bà Dương, công viên rừng rậm núi Liên Hoa

## Danh nhân
Ngô Nhuế, Đào Khản, Hồng Hạo, Hồng Mại, Hoàng Thuần Hi, Giang Vạn Lý, Khương Quỳ, Trương Hồng Chứ, Bành Đào...